# سیارک ۶۱۹۱
سیارک ۶۱۹۱ (به انگلیسی: 6191 Eades، نامگذاری:1989WN1) شش هزار و صد و نود و یکمین سیارک کشف شده‌است که در ۲۲ نوامبر ۱۹۸۹ کشف شد.
قدر مطلق سیارک برابر ۱۲٫۶۰ است.